# Domaize
Domaize (/dɔ.mɛz/) est une commune française, située dans le département du Puy-de-Dôme en région Auvergne-Rhône-Alpes. Ses habitants sont appelés les Domaiziens.
La commune est essentiellement rurale et composée de terres agricoles. La commune est aussi connue pour avoir hébergé en 1995 une partie de l'équipe de tournage du film Le Garçu de Maurice Pialat, avec Gérard Depardieu. Plusieurs scènes du film se déroulent d'ailleurs sur la place du bourg. De nombreux enfants du pays apparaissent d'ailleurs comme figurants dans le film, dont Jehan Fed, actuel conseiller municipal de la commune de Trézioux.

## Géographie

### Localisation
La commune de Domaize se trouve dans le département du Puy-de-Dôme, en région Auvergne-Rhône-Alpes. Elle fait partie de la communauté de communes Ambert Livradois Forez.
Elle se situe à 50 km par la route de Clermont-Ferrand, préfecture du département, et à 35 km d'Ambert, sous-préfecture.
Les communes les plus proches sont : Saint-Flour-l'Étang (3,4 km), Sauviat (3 km), Saint-Dier-d'Auvergne (4,4 km), Ceilloux (4,4 km), Cunlhat (6,4 km), Tours-sur-Meymont (3,6 km).

### Hydrographie
La commune de Domaize est traversée par la Dore et ses affluents, le Mende et le Miodet. Le barrage hydraulique de Miodet a été construit en 1903 entre Domaize et la commune voisine de Saint-Flour-l'Étang.

### Climat
Pour des articles plus généraux, voir Climat d'Auvergne-Rhône-Alpes et Climat du Puy-de-Dôme.
En 2010, le climat de la commune est de type climat des marges montargnardes, selon une étude du Centre national de la recherche scientifique s'appuyant sur une série de données couvrant la période 1971-2000. En 2020, Météo-France publie une typologie des climats de la France métropolitaine dans laquelle la commune est exposée à un climat de montagne ou de marges de montagne et est dans la région climatique  Nord-est du Massif Central, caractérisée par une pluviométrie annuelle de 800 à 1 200 mm, bien répartie dans l’année. 
Pour la période 1971-2000, la température annuelle moyenne est de 10,3 °C, avec une amplitude thermique annuelle de 16,2 °C. Le cumul annuel moyen de précipitations est de 938 mm, avec 10,1 jours de précipitations en janvier et 8 jours en juillet. Pour la période 1991-2020, la température moyenne annuelle observée sur la station météorologique de Météo-France la plus proche, « Cunlhat », sur la commune de Cunlhat à 6 km à vol d'oiseau, est de 10,1 °C et le cumul annuel moyen de précipitations est de 1 010,2 mm,. Pour l'avenir, les paramètres climatiques de la commune estimés pour 2050 selon différents scénarios d'émission de gaz à effet de serre sont consultables sur un site dédié publié par Météo-France en novembre 2022.

## Urbanisme

### Typologie
Au 1er janvier 2024, Domaize est catégorisée commune rurale à habitat très dispersé, selon la nouvelle grille communale de densité à sept niveaux définie par l'Insee en 2022.
Elle est située hors unité urbaine et hors attraction des villes,.

### Occupation des sols
L'occupation des sols de la commune, telle qu'elle ressort de la base de données européenne d’occupation biophysique des sols Corine Land Cover (CLC), est marquée par l'importance des territoires agricoles (63,9 % en 2018), une proportion sensiblement équivalente à celle de 1990 (63,8 %). La répartition détaillée en 2018 est la suivante : 
prairies (41,6 %), forêts (36,1 %), zones agricoles hétérogènes (22,3 %). L'évolution de l’occupation des sols de la commune et de ses infrastructures peut être observée sur les différentes représentations cartographiques du territoire : la carte de Cassini (XVIIIe siècle), la carte d'état-major (1820-1866) et les cartes ou photos aériennes de l'IGN pour la période actuelle (1950 à aujourd'hui).

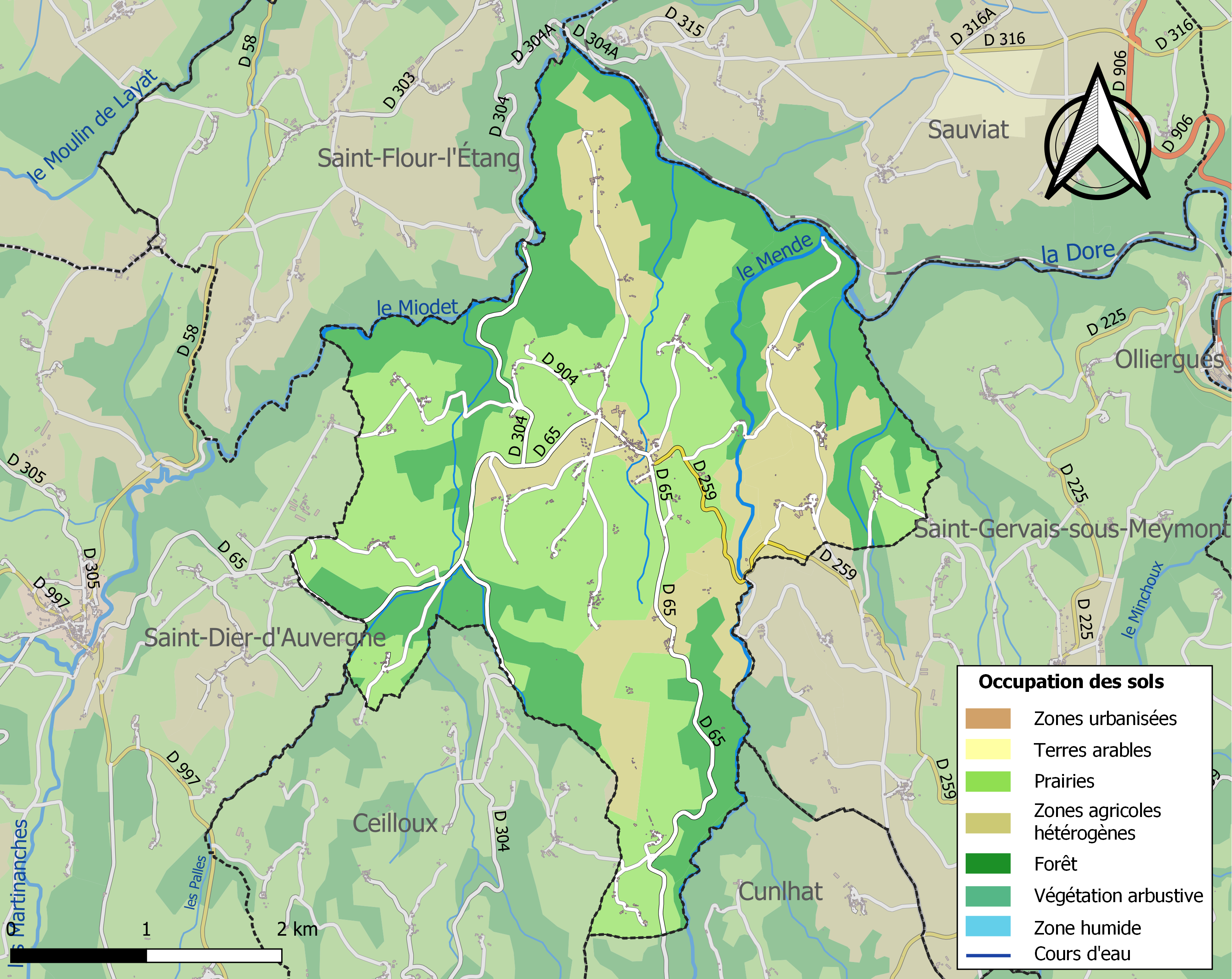
Carte des infrastructures et de l'occupation des sols de la commune en 2018 (CLC).

### Logement
En 2020, la commune comptait 288 logements, parmi lesquels 60,4 % étaient des résidences principales, 25 % des résidences secondaires et 14,6 % des logements vacants. Ces logements étaient pour 99 % d'entre eux des maisons individuelles.

### Lieux-dits, hameaux et écarts
Arcis, Biez, Boucheteil, la Bouchie, le Bourg, la Bruyère, la Recoule, Chabrolhes, le Champ, Charguelon, le Cheix, la Côte, la Courtiallasse, la Fond, Forest, le Fraisse, les Gérys, la Gonnerie, les Gouttes, le Grun, Martin, le Mas, le Mayet, les Montlières, le Moulin Neuf (à cheval sur la commune de Saint-Flour), les Palles, Peyraud, chez Poulon, la Pradelle, les Pradets, Puissochet, le Feder, le Rochadet, la Roche, le Rouchat, le Roussel, les Sittes, Térolle, Vacher, la Vigne, Voilhes, Voissières.

### Voies de communication et transports
La commune est traversée par des routes départementales de faible importance. Elle est notamment reliée par la route départementale 65 reliant Saint-Dier-d'Auvergne au sud-ouest à Cunlhat au sud, la RD 259 vers Tours-sur-Meymont à l'est et la RD 304 vers Saint-Flour et Sauviat au nord et Ceilloux au sud.

## Toponymie
Le nom Domaize tire sa provenance de l'occitan Doas Maisas, qui signifie Deux Maisons.

## Histoire
La première apparition du nom Domaize remonte aux archives paroissiales du XIXe siècle. À cette époque, la commune de Domaize est un foyer de peuplement important du canton de Courpière. Les vestiges d'une motte castrale au lieu-dit des Feder témoigne de la présence d'habitations sédentaires au cours du Moyen Âge. La datation de la motte permet de supposer une construction postérieure au XIe siècle.
Par la suite, un nouveau château est construit dans l'emplacement du bourg actuel. Le bâtiment qui subsiste encore aujourd'hui est maintenant une résidence privée. Il a hébergé le châtelain local et sa famille jusqu'au XIXe siècle.
Le bourg, tel qu'il existe encore actuellement a été la principale zone habitée de la commune jusqu'au XVIIe siècle. L'existence de rivalités familiales avec le canton limitrophe de Ceilloux, laisse supposer un passé belliqueux entre ces deux communes. La présence de restes de murs fortifiés et d'une tour de garde au lieu-dit Peyraud témoignent de ce passé.
Robert de Maymont est dit seigneur de Domaize. Il est le fils de Robert de Velay (vers 1142-1222/1234), seigneur d'Olliergues (Puy-de-Dôme) et châtelain de Maymont (Olliergues) et d'Iseult d'Olliergues.

## Politique et administration

### Découpage territorial
Les limites territoriales des cinq arrondissements du Puy-de-Dôme ont été modifiées afin que chaque nouvel établissement public de coopération intercommunale à fiscalité propre soit rattaché à un seul arrondissement au 1er janvier 2017. La communauté de communes Ambert Livradois Forez à laquelle appartient la commune est rattachée à l'arrondissement d'Ambert ; ainsi, Domaize est passée le 1er janvier 2017 de l'arrondissement de Clermont-Ferrand à celui d'Ambert.

### Liste des maires
| Période                                  | Période                    | Identité           | Étiquette | Qualité   |
| ---------------------------------------- | -------------------------- | ------------------ | --------- | --------- |
| Les données manquantes sont à compléter. |                            |                    |           |           |
| mars 2001                                |                            | Gérard Grenier     |           |           |
| mars 2014                                | juillet 2020               | Christelle Groisne |           |           |
| juillet 2020                             | En cours (au 12 août 2020) | Dominique Cally    |           | Cuisinier |

## Équipements et services publics

### Enseignement
Domaize dépend de l'académie de Clermont-Ferrand. Elle gère une école élémentaire publique de trente élèves.
Hors dérogations à la carte scolaire, les collégiens se rendent à Saint-Dier-d'Auvergne et les lycéens à Thiers, au lycée Montdory pour les filières générales et STMG ou au lycée Jean-Zay pour la filière STI2D.

## Population et société

### Démographie
L'évolution du nombre d'habitants est connue à travers les recensements de la population effectués dans la commune depuis 1793. Pour les communes de moins de 10 000 habitants, une enquête de recensement portant sur toute la population est réalisée tous les cinq ans, les populations de référence des années intermédiaires étant quant à elles estimées par interpolation ou extrapolation. Pour la commune, le premier recensement exhaustif entrant dans le cadre du nouveau dispositif a été réalisé en 2004.

En 2022, la commune comptait 377 habitants, en évolution de −3,08 % par rapport à 2016 (Puy-de-Dôme : +2,1 %, France hors Mayotte : +2,11 %).
| 1793  | 1800  | 1806  | 1821  | 1831  | 1836  | 1841  | 1846  | 1851  |
| ----- | ----- | ----- | ----- | ----- | ----- | ----- | ----- | ----- |
| 1 300 | 1 300 | 1 485 | 1 625 | 1 637 | 1 671 | 1 573 | 1 548 | 1 551 |

| 1856  | 1861  | 1866  | 1872  | 1876  | 1881  | 1886  | 1891  | 1896  |
| ----- | ----- | ----- | ----- | ----- | ----- | ----- | ----- | ----- |
| 1 470 | 1 377 | 1 343 | 1 315 | 1 248 | 1 282 | 1 288 | 1 219 | 1 086 |

| 1901  | 1906 | 1911 | 1921 | 1926 | 1931 | 1936 | 1946 | 1954 |
| ----- | ---- | ---- | ---- | ---- | ---- | ---- | ---- | ---- |
| 1 025 | 972  | 908  | 744  | 678  | 696  | 661  | 564  | 468  |

| 1962 | 1968 | 1975 | 1982 | 1990 | 1999 | 2004 | 2006 | 2009 |
| ---- | ---- | ---- | ---- | ---- | ---- | ---- | ---- | ---- |
| 409  | 355  | 282  | 286  | 298  | 322  | 336  | 348  | 382  |

| 2014 | 2019 | 2022 | - | - | - | - | - | - |
| ---- | ---- | ---- | - | - | - | - | - | - |
| 387  | 388  | 377  | - | - | - | - | - | - |

### Manifestations culturelles et festivités
- Depuis 2003, le festival de Domaize, mettant en avant la scène électronique, est organisé par l'association DoMaisEnCorps chaque dernier samedi de juillet avec des invités prestigieux en tête d'affiche tels que Wax Tailor (2007), DJ Krush (2008), Puppetmastaz (2009), DJ Shadow (2010) ou encore Shaka Ponk (2011). Le festival s'est arrêté en 2014 à la suite d'une tempête qui a contraint l'association organisatrice du festival à annuler au dernier moment la représentation prévue. Mise à mal par le manque à gagner de l'année 2014, l'association a cessé son activité en 2015. Le président Norman Dinoja a par ailleurs déclaré : « l'association n'est pas morte définitivement, nous ne désespérons pas de reprendre nos activités d'ici un ou deux ans, avec néanmoins une programmation un peu différente, plus orientée vers la musique électronique. » Pour l'instant, l'organisation de rave parties n'est pas à exclure selon l'ancien vice-président Nicolas Dubert.[réf. nécessaire]

## Culture locale et patrimoine

### Lieux et monuments

#### Patrimoine religieux
- Église Saint-Loup
- Croix de Guillemy
- Croix de pierre
- Croix Trois-Fourchoux

#### Patrimoine civil
- Le château de Domaize a été construit au XVIe et XVIIe siècles. Il s'agit d'un château d'époque Renaissance, avec un plan d'architecture classique de cette époque, comprenant une petite cour intérieure et quatre tours d'angle[27].
Inscription sur l'Inventaire supplémentaire des monuments historiques le 4 mars 1991. Propriété privée de la famille Feder, issue de la grande bourgeoisie locale[réf. nécessaire]).
- Pont de La Recoule sur le ruisseau de Mende.

### Patrimoine naturel
La commune de Domaize est adhérente du parc naturel régional Livradois-Forez.

## Personnalités liées à la commune
- Amédée Guesclin de Beynaguet de Pennautier (1803-1857), agronome, militaire, homme politique né à Pennautier, maire de Domaize, député du Puy-de-Dôme de 1852 jusqu'à sa mort en 1857.

### Héraldique
| Blason de Domaize | Blason  | D'azur au lion d'or accompagné en chef de deux étoiles et en pointe d'un croissant, le tout du même; au chef denché cousu de gueules chargé d'une tête de loup arrachée d'or. |
| Blason de Domaize | Détails | Le statut officiel du blason reste à déterminer. |

### Archives
- Registres paroissiaux et d'état civil depuis :
- Délibérations municipales depuis 1848

## Économie
Domaize est une commune où l'élevage équin est très répandu. De nombreux étalons reproducteurs reconnus appartiennent aux éleveurs locaux dont le fameux Dinoja, rare Akhal-Teke présent en Auvergne.